# لومباردی (کالیفرنیا)
لومباردی (به انگلیسی: Lombardi) یک منطقهٔ مسکونی در ایالات متحده آمریکا است که در شهرستان کالاوراس، کالیفرنیا واقع شده‌است. لومباردی ۲٬۱۱۱ متر بالاتر از سطح دریا واقع شده‌است.